# Mussi Emilià
Mussi Emilià (en llatí Mussius Aemilianus) va ser un usurpador del tron imperial romà que va regnar potser sota el nom d'Alexandre o Emilià Alexandrí, encara que hi ha confusió entre els dos personatges si és que eren dos.
Es creu que era italià de rang eqüestre i va servir com a praefectus vehiculorum trium provinciarum Galliarum suposadament sota Filip l'Àrab entre els anys 245 i 246, procurator portus utriusque Ostiae (247), procurator Alexandreae Pelusi Paraetoni i/o subprefecte d'Egipte (els anys 249-259) i prefecte (del 259 al 261) en temps de Valerià I.
Va donar suport a la rebel·lió de Macrià contra Gal·liè (260-261) i derrotat Macrià, es va proclamar emperador (261) doncs una vegada involucrat en la revolta anterior ja no tenia cap més opció. Gal·liè va enviar tropes dirigides pel general Aureli Teodot que el 30 de març del 262 ja havien derrotat a Emilià. El van empresonar i executar. Un dels seus oficials que volia resistir, Memor, també va ser executat.
Es pot confondre amb Emilià Alexandrí, i és probable que siguin el mateix personatge.